# 5 Seasons
5 Seasons (Untertitel: Die fünf Tore zur Hölle) ist ein deutscher Splatterfilm von Olaf Ittenbach aus dem Jahr 2015.

## Handlung
Fünf Menschen haben sich in einer schicksalhaften Gemeinschaft zusammengefunden: Allen fünf Personen wurden die Kinder durch Kinderschänder und Mörder genommen. Bei allen fünf Fällen versagte die Justiz. Die fünf Personen nehmen die Gerechtigkeit selbst in die Hand. Sie entführen die Mörder und Mörderinnen, foltern sie auf grauenhafte Weise mit verschiedenen Folterinstrumenten aus Mittelalter und Neuzeit und zwingen sie so zu einem Geständnis. Anschließend töten sie die Peiniger ihrer Kinder. Dabei machen sie auch vor Kollateralschäden keinen Halt: als einer der Kinderschänder versucht abzuhauen, töten sie einfach den Pizzaboten, der zufällig vor Ort war.
Am Ende geraten sie in Streit, wie sie nun weiter leben wollen und töten sich gegenseitig. Die letzte Überlebende richtet sich anschließend selbst.

## Hintergrund
5 Seasons markiert die erste Zusammenarbeit zwischen Olaf Ittenbach und seiner zweiten Frau Tanja Ittenbach, die hier als Produzentin, Kamerafrau und Editorin fungiert. Die Dreharbeiten fanden in Nordrhein-Westfalen statt. Die Dreharbeiten begannen unter keinem guten Stern: so wurden Filmutensilien am Set gestohlen und weitere Utensilien wie Lampen und Scheinwerfer zerstört. Auch sagten im Vorhinein viele Schauspieler und Crewmitglieder ab, weil ihnen das Thema Kindesmissbrauch zu heikel erschien. So musste Tanja Ittenbach als Kamerafrau einspringen, nachdem der eigentliche Kameramann am Set nicht auftauchte.
Die Originalversion des Films feierte seine Premiere auf dem Weekend of Fear am 2. Mai 2015. Für den deutschen Videomarkt musste der Film von seiner ursprünglichen Lauflänge von 85 Minuten auf 65 Minuten heruntergekürzt werden, um eine FSK-Freigabe zu erhalten. Tatsächlich musste der Vor- und Abspann des Films verlangsamt werden, damit der Film nicht unter 60 Minuten fiel. Dies hätte eine Einstufung als Kurzfilm bedeutet.
Eine ungekürzte Fassung erschien in einer limitierten Fassung als Mediabook mit zwei verschiedenen Covermotiven und Booklet mit Liner Notes von Tony Blaschke.

## Kritiken
Bereits im Booklet von Tony Blaschke wird darauf hingewiesen, dass Ittenbachs „fette Jahre vorbei“ wären. Blaschke kommt in seiner Einschätzung zu dem Schluss, dass Ittenbach im Vergleich zu vergleichbaren Werken aus der Independent-Szene „zwar nicht mehr die alte Stärke besitzt, seine schwächeren Werke aber dennoch mit der Konkurrenz den Boden aufwischen“. Man solle für sich selbst entscheiden, „ob das Thema Kindesmissbrauch in einem Splatterfilm verarbeitet werden sollte.“
In Haikos Filmlexikon schreibt der Rezensent:

„Als Anklage zum Thema Kindesmissbrauch lässt sich „5 Seasons“ nicht interpretieren, auch, wenn der Film vermutlich genau das sein sollte. Dafür ist die Distanz zu den Taten der Folterer nicht groß genug und der Goregehalt (in der ungeschnittenen Fassung) zu sehr den Wünschen der Splatterfans angepasst. So bleibt nicht mehr als ein weiterer derber Gorefilm von Olaf Ittenbach, der ein ernstes Thema eher benutzt als anklagt – und das ist keine gute Idee.“

Der Filmdienst kritisiert, der Film nutze „das Thema Kindesmissbrauch zum Vorwand für exzessive Grausamkeiten“. Sein Sadismus werde „allenfalls noch vom Dilettantismus der Umsetzung übertroffen“.